# Italosiren
Italosiren (il cui nome significa "sirena italiana") è un genere estinto di sirenide vissuto nell'Oligocene superiore (Chattiano), nel nord Italia.

## Classificazione
L'Italosiren è stato originariamente classificato come una specie di Halitherium, H. bellunense, ma alla fine fu riconosciuto come più vicino ai dugonghi che ad Halitherium schinzii, rendendo necessaria l'erezione del nuovo nome generico Italosiren.